# Eugen Roth (Dichter)

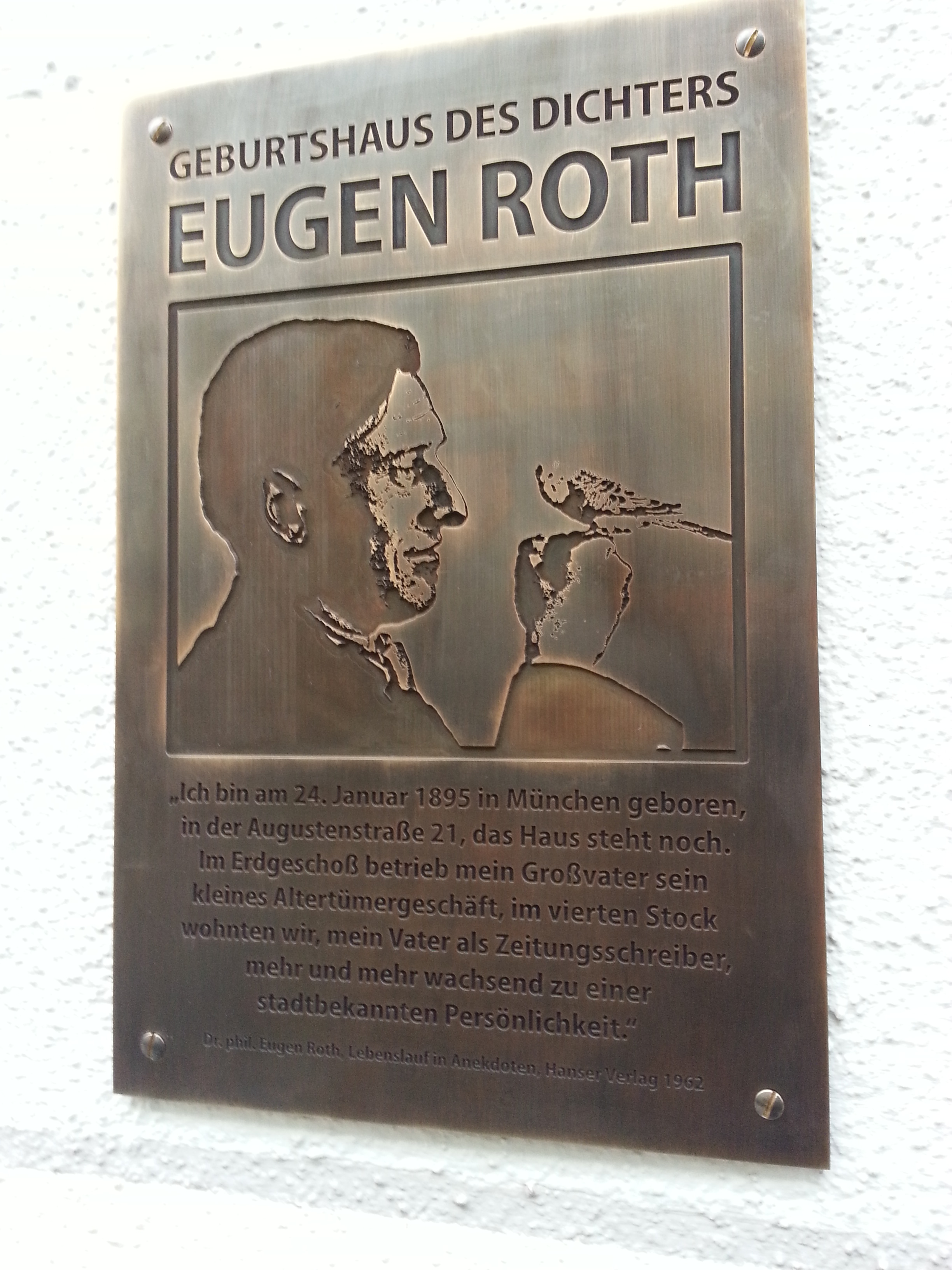
Gedenktafel an Eugen Roths Geburtshaus, Augustenstraße 21 in München

Eugen Roth (* 24. Januar 1895 in München; † 28. April 1976 ebenda) war ein deutscher Lyriker und populärer Autor meist humoristischer Verse.
Mit seinen heiter-nachdenklichen „Ein Mensch“-Gedichten und Erzählungen gehört er zu den meistgelesenen Lyrikern im deutschsprachigen Raum.

## Leben
Eugen Roth war der Sohn des stadtbekannten Münchener Journalisten und Schriftstellers Hermann Roth. In der Augustenstraße 21 im Münchner Bezirk Maxvorstadt geboren und aufgewachsen, besuchte er zunächst die Luisenschule, ab 1904 das Theresiengymnasium, um nach fünf Jahren Klosterschule in Ettal 1914 am Wittelsbacher-Gymnasium das Abitur zu machen.
Im Ersten Weltkrieg wurde Eugen Roth als Freiwilliger beim bayerischen Reserveinfanterieregiment 16 bereits zu Beginn seines Kriegseinsatzes Ende Oktober 1914 schwer verwundet.
Er studierte daraufhin an der Ludwig-Maximilians-Universität München Geschichte, Kunstgeschichte, Germanistik und Philosophie und promovierte 1922 bei dem Germanisten Fritz Strich mit der Arbeit „Das Gemeinschaftserlebnis des Göttinger Dichterkreises“ zum Dr. phil. Von 1927 bis zu seiner fristlosen Entlassung durch die Nationalsozialisten im April 1933 war er Lokalredakteur der Münchner Neuesten Nachrichten. Er musste daraufhin sein Einkommen mit Gelegenheitsarbeiten verdienen, unter anderem mit dem Text zu einem Festspiel, das 1935 unter dem Titel „Eisernes Band“ für die Hundertjahrfeier der ersten deutschen Eisenbahn in Nürnberg vorgesehen war, aber nicht aufgeführt wurde.
1935 erschien im Duncker-Verlag Ein Mensch, in dem er in heiteren Versen mit überraschenden Reimwörtern Menschen und ihre Schwächen unter die Lupe nahm. Dargestellt werden insbesondere „heikle oder lustige Situationen“. Über Nacht wurde Roth damit zum erfolgreichen Lyriker. Die Auflage von Ein Mensch erreichte 450.000, Die Frau in der Weltgeschichte 240.000 und der Wunderdoktor 230.000 Exemplare. Trotz seiner antimilitaristischen Haltung wurde er im Zweiten Weltkrieg eingezogen und auf Lesereise zur Truppenbetreuung geschickt. Unter dem Titel Ein Mensch lädt Kameraden ein / mit ihm ein Stündchen froh zu sein erschien eine Sonderausgabe für die Wehrmacht.
Nach dem Krieg reflektierte Roth die NS-Zeit kritisch:

„Kein Mensch will es gewesen sein.

Die Wahrheit ist in diesem Falle:

Mehr oder minder warn wirs alle!“

Seine Bücher erreichten weiterhin hohe Auflagen. 1948 erschien mit Mensch und Unmensch der zweite und 1964 mit Der letzte Mensch noch ein dritter Band, der „Ein Mensch“-Gedichte enthält. Letzterer spielt mit seiner Kapitelgliederung – Scherz, Satire, Ironie – auf Grabbes Komödie Scherz, Satire, Ironie und tiefere Bedeutung an. Die Erzählung Unter Brüdern (1958) handelt von seinen Söhnen Thomas und Stefan. Roth wurde 1965 mit dem Großen Bundesverdienstkreuz ausgezeichnet. Er wurde in der Nähe seines Wohnhauses auf dem Nymphenburger Friedhof in München beigesetzt.

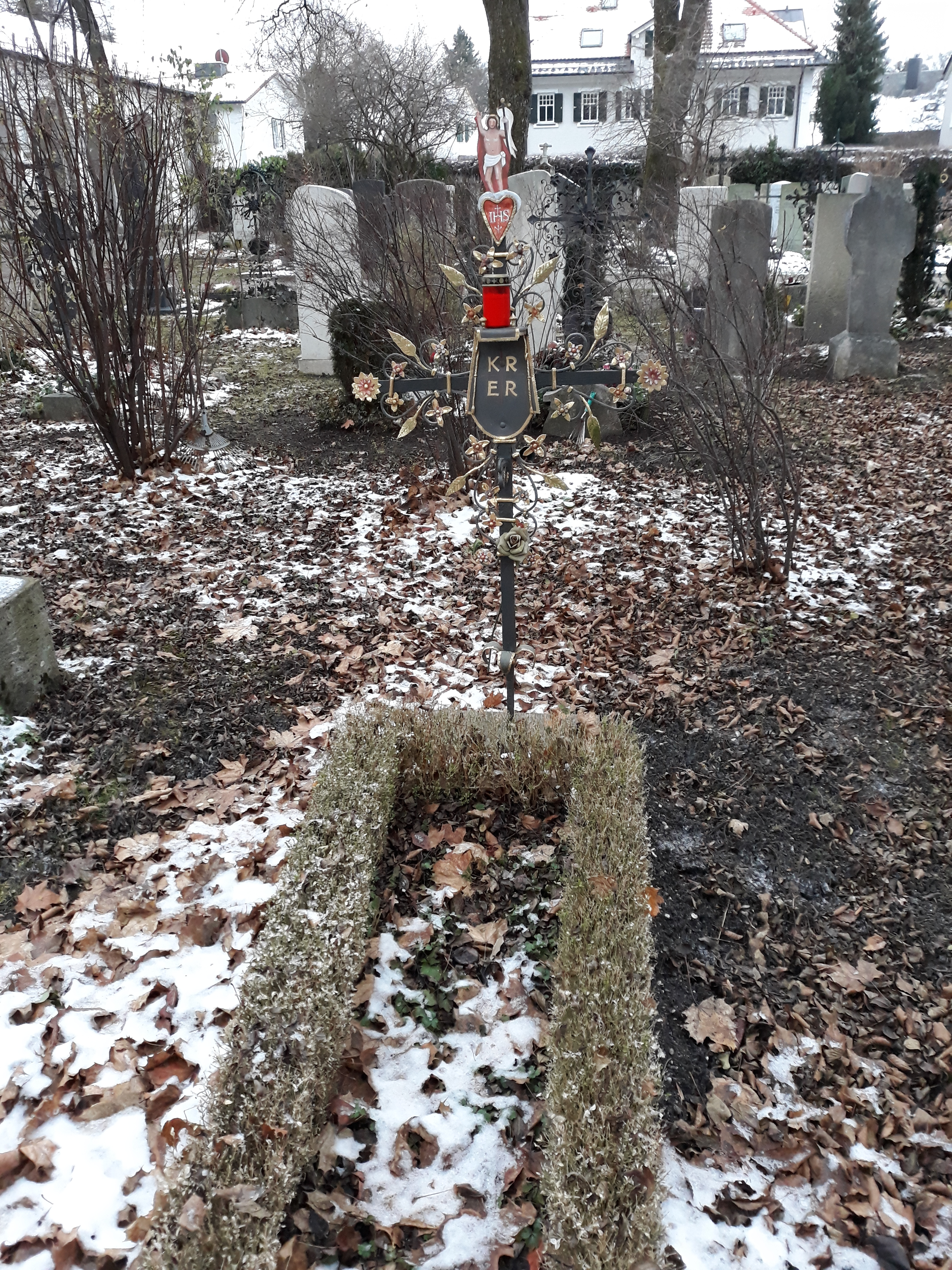
Das Grab Eugen Roths und seiner Ehefrau Klothilde auf dem Friedhof Nymphenburg in München

## Rezeption
Rolf Flügel hatte schon 1957 in seinem Buch über Eugen Roth festgestellt, Roths Anteil am Ruhm Münchens könne „niemals mehr ausgelöscht werden“.
Der Kritiker Joachim Kaiser stellte 1965 anlässlich des 70. Geburtstags des Dichters in der Wochenzeitung Die Zeit fest: „Aber man braucht ja nicht zu beweisen, dass sich die deutschen Leser mit Eugen Roth identifizieren. Auflagenzahlen gehören zu den wenigen Eindeutigkeiten, die es im Bereich des geistigen Lebens gibt.“ Der französische Schriftsteller und Philosoph Pierre Emmanuel bekräftigte 1975, ebenfalls in der Zeit, Eugen Roths Stellung als „erfolgreichster lebender deutscher Lyriker“.
Unverändert gehört Eugen Roth zu den beliebtesten deutschen Dichtern, wie auch die Hörerumfrage des WDR bewies, auf der die 2013 in 18. Auflage erschienene Anthologie „Die Lieblingsgedichte der Deutschen“ beruht. (Darin ist Roth mit einem „Ein Mensch“-Gedicht vertreten.)
Eugen Roth war ein hervorragender Kunstkenner und bedeutender Kunstsammler. Sein Interesse und Sammelgebiet konzentriert sich auf Münchner Kunst des 19. Jahrhunderts und ausgehenden 18. Jahrhunderts. Er sammelte vor allem Originale – Zeichnungen und Aquarelle, aber auch Radierungen und Lithographien Münchner und altbayrischer Künstler. Als Themen bevorzugte er Landschaftsdarstellungen seiner Heimat.

## Werke (Auswahl)
- Der Ruf. Voggenreiter, Berlin 1923.
- Ein Mensch. Heitere Verse. Duncker, Weimar 1935. Neuausgabe: Sanssouci, München 2006, ISBN 3-7254-1430-0 (teilweise online; PDF; 187 kB)
- Die Frau in der Weltgeschichte. Ein heiteres Buch. Mit 60 Bildern von Fritz Fliege. Alexander Duncker Verlag, Weimar 1936. Neuauflage: Hanser, München 1954.
- Das große Los. Nach alten und neuen Berichten dargestellt. Knorr & Hirth, München 1938.
- Der Wunderdoktor. Heitere Verse. Alexander Duncker Verlag, Weimar 1939. Neuauflage: Alle Rezepte vom Wunderdoktor. Sanssouci, München 2008, ISBN 978-3-8363-0128-2, Hanser, München 2014, ISBN 978-3-446-24657-7.
- 150 Jahre Verlag Gerhard Stalling, Oldenburg, 1789–1939. Stalling, Oldenburg 1939.
- Recht. Erzählung. Dunker, Weimar 1939.
- Der Fischkasten. Erzählungen (= Reclams Universal-Bibliothek. Nr. 7533). Philipp Reclam jun., Leipzig 1942.
- Tierleben. 2 Bände. Mit Bildern von Julius Himpel. Hanser, München 1948 und 1949.
- Sammelsurium. Freud und Leid eines Kunstsammlers. Hanser München 1955.
- Heitere Kneipp-Fibel. Mit Zeichnungen von Claus Arnold. Ehrenwirth, München 1954.
- Doktor Eugen Roths Humorapotheke. Hanser, München 1957.
- Von Mensch zu Mensch. Zum 65. Geburtstag von Eugen Roth herausgegeben. Hanser, München 1960.
- Von Mensch zu Mensch. Illustriert von Alfred Zacharias. Deutscher Bücherbund, Düsseldorf 1960.
- Lebenslauf in Anekdoten. 2. Auflage. Hanser, München 1962.
- Der letzte Mensch. Heitere Verse. Hanser, München 1964.
- Das Eugen-Roth-Buch. Hanser, München 1966.
- Damals in Oberbayern. Münchner Maler erwandern die Heimat. Hanser München 1970.
- Das neue Eugen-Roth-Buch. Einmalige Sonderausgabe. Hanser, München 1970.

- Erinnerungen eines Vergesslichen. Anekdoten und Geschichten. Hanser, München 1972, ISBN 3-446-11582-X.
- Sämtliche Werke. 5 Bde. Hanser, München 1977, ISBN 3-446-12340-7.
- So ist das Leben. Verse und Prosa. dtv, München 1979.

## Auszeichnungen
- 1952: Kunstpreis für Literatur der Stadt München
- 1959: Bayerischer Verdienstorden
- 1963: Bayerischer Poetentaler
- 1965: Großes Bundesverdienstkreuz
- 1976: Ernst-Hoferichter-Preis